# Cuevas de Candelaria

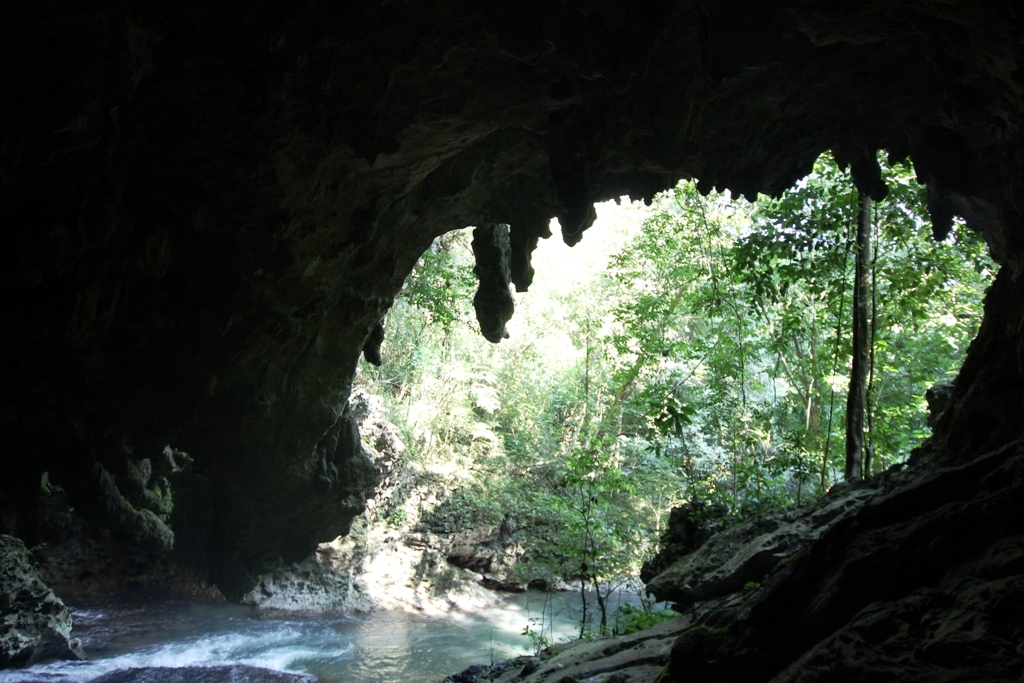
Río subterráneo Candelaria.

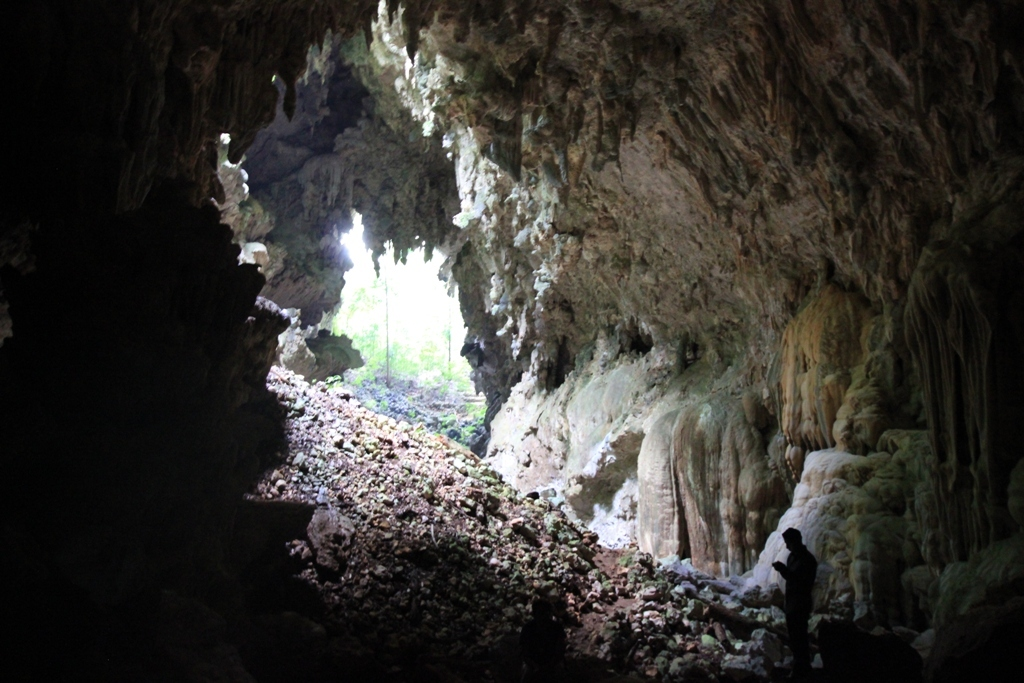
Sima.

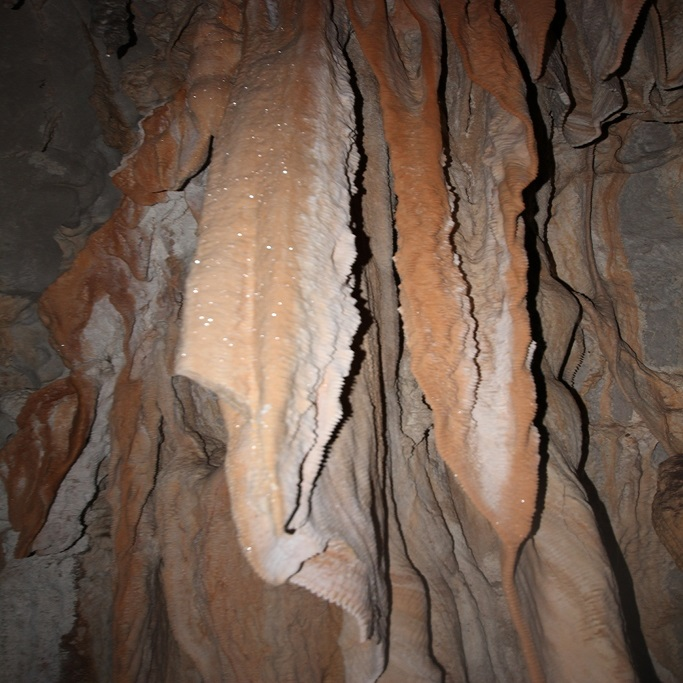
Banderolas.

Las cuevas de Candelaria son un gran sistema de cuevas naturales ubicado en la transición entre el altiplano y las tierras bajas del departamento de Alta Verapaz, Guatemala entre los municipios de Chisec y Raxruhá, en la región denominada Franja Transversal del Norte. Son famosas por su belleza y por su importancia para la historia de los Mayas.

## Geología
Se trata de un complejo kárstico de cavernas gigantes con espectaculares Espeleotemas como estalagmitas,
estalactitas, columnas y banderolas, recorrido por el río subterráneo Candelaria. El hundimiento del techo ha formado simas por donde penetra la luz exterior.

## Galerías
La galería principal tiene una longitud total de 22 km, de la cual 12,5 kilómetros siguen el paso subterráneo del río Candelaria. Agregando las cuevas anexas esta extensión llega a los 80 km, que es la red subterránea más grande de América Latina

## Historia
Las cuevas de Candelaria se encuentran cerca de la gran ruta comercial del clásico maya comunicando el altiplano con las ciudades maya de las tierras bajas del Petén. Mediante artefactos arqueológicos como fragmentos de cerámica se ha comprobado, que los comerciantes establecieron “santuarios en las cuevas”.
En el postclásico maya los K’iche’, un pueblo del altiplano guatemalteco, llegaron a ubicar la entrada al inframundo maya del Popol Vuh en las cuevas de Candelaria.
Las cuevas de Candelaria forman parte del parque nacional Cuevas de Candelaria, creado 1999 mediante Acuerdo del Ministerio de Cultura y Deportes de Guatemala y posteriormente declarado sitio sagrado de los Maya Q'eqchi'. Las comunidades locales Q'eqchi' son ahora guardianes de su propio patrimonio velando por la protección y gestión turística de las cuevas a través de la «Asociación Maya Q'eqchi' de Desarrollo y Turismo de Candelaria-Camposanto».